# Habitatge al carrer Higini Negra, 2 (Hostalric)
L'edifici situat al carrer Higini Negra, 2 és una obra del municipi d'Hostalric (Selva) que forma part de l'Inventari del Patrimoni Arquitectònic de Catalunya.

## Descripció
És un edifici entre mitgeres situat al nucli urbà d'Hostalric, al carrer Higini Negra número 2. L'edifici té planta baixa i tres pisos, i està cobert per un petit terrat amb un altell. A la façana principal, arrebossada i pintada, a la planta baixa trobem el portal d'entrada, en arc rebaixat de pedra igual que els brancals, que dona accés al local comercial i a la porta de l'escala que condueix als habitatges. Al costat del portal, una finestra en arc de llinda protegida per una reixa de ferro forjat.
Al primer pis, tres finestres en arc de llinda i ampit de pedra. La finestra de l'esquerra està situada igual que les finestres del segon i tercer pis, mentre que les finestres central i dreta, estan en l'espai que al segon i tercer pis trobem balcons. Al segon pis, un balcó amb llinda monolítica i brancals de pedra, i una destacada barana de ferro forjat al balcó. Al costat esquerre, una finestra amb brancals, llinda i ampit de pedra. Al tercer pis, que segueix l'estructura del segon, un balcó en arc de llinda, amb una barana de ferro forjat diferent a la del segon pis. Al costat esquerre, una finestra igual que la finestra del segon pis. Una cornissa corona la façana i dona pas a la barana de ferro forjat del terrat, on hi ha una construcció a manera d'altell, que té la teulada a doble vessant desaiguada a la façana posterior i al terrat.

## Història
El 1932 l'ajuntament decidí donar a un carrer el nom d'Higini Negra per agrair-li el que havia fet per la població. Tant ell com el seu germà Francesc eren descendents d'una família de carreters establerts a Hostalric des del segle xviii. La seva situació benestant va repercutir favorablement en molts habitants de la vila. L'any 1899 Francesc donà 500 pessetes a tots els hostalriquencs que tornaven de la Guerra de Cuba i també a les famílies dels que no tornaven. L'any 1932 Higini donà 1.500 pessetes per construir el cementiri d'Hostalric i donà a l'Ajuntament la casa del número 40 del Carrer Major. Aquest el feu fill predilecte, li dedicà una placa a la Sala Capitular i el que fins aleshores era la Plaça del Gra es rebatejà amb el seu nom.